# Вила д'Агри (Потенца)
Вила д'Агри (итал. Villa d'Agri) је насеље у Италији у округу Потенца, региону Базиликата.
Према процени из 2011. у насељу је живело 3595 становника. Насеље се налази на надморској висини од 597 м.